# هل أحببت حقا امرأة من قبل (أغنية)
هل أحببت حقا امرأة من قبل هي أغنية من أداء وتأليف مغني الروك الكندي بريان آدمز، وتوزيع الملحن مايكل كامن والمنتج روبرت لانج وعزف عازف الجيتار الاسباني الشهير باكو دي لوسيا. تم إصدارها في 4 أبريل 1995، كموسيقى تصويرية للفيلم الأمريكي دون خوان ماركو. ليتم تضمينها في ألبوم 18 قل أنا أموت الصادر عام 1996. 
في البداية استعمل لحن الأغنية كموسيقي تصويرية رئيسية للفيلم الروائي الأمريكي دون خوان ماركو، من أداء مغنيين إسبانيين دون بريان آدمز الذي أدى الأغنية في ختام الفيلم. حققت الأغنية نجاحا دوليا ساحقا متربعة على المركز الأول للأغاني في العديد من البلدان.

## شهادات الموسيقى
| دولة                                       | شهادات        |
| ألمانيا الرابطة الاتحادية لصناعة الموسيقى  | أسطوانة ذهبية |
| النمسا الاتحاد الدولي للصناعة الفونوغرافية | أسطوانة ذهبية |
| ------------------------------------------ | ------------- |
| سويسرا IFPI                                | أسطوانة ذهبية |
| المملكة المتحدة بي پي أي                   | أسطوانة فضية  |

## ذروة الترتيب
| أفضل تصنيف حسب الدولة (1995)                           | الترتيب |
| ألمانيا جي إف كاي إنترتاينمنت تشارتس                   | 3       |
| أستراليا (أريا)                                        | 1       |
| النمسا أو3 النمسا توب 40                               | 1       |
| بلجيكا(فلاندر) 50 أولتراتوب أغنية منفردة               | 3       |
| بلجيكا (والوني) 50 أولتراتوب أغنية منفردة              | 2       |
| كندا مجلة إر بي إم                                     | 1       |
| الولايات المتحدة بيلبورد هوت 100                       | 1       |
| الولايات المتحدة Hot Adult Contemporary Tracks         | 1       |
| فرنسا الإتحاد الوطني للنشر الفونوغرافي                 | 5       |
| أيرلندا جمعية الموسيقى المسجلة الأيرلندية              | 3       |
| النرويج في جي ليستا                                    | 5       |
| نيوزيلندا ريكورديد ميوزك إن زيت                        | 9       |
| هولندا ميغا تشارتس                                     | 2       |
| المملكة المتحدة تصنيف الأغاني المنفردة المملكة المتحدة | 4       |
| السويد سويرجتوبليستان                                  | 6       |
| سويسرا هيت باراد سويسرا                                | 1       |
| ------------------------------------------------------ | ------- |